# Feride Rushiti
Feride Rushiti är en kosovoansk läkare och människorättsaktivist.
Rushiti utbildade sig till läkare i Tirana, Albanien 1997.
Hon grundade Kosovo Center for the Rehabilitation of Torture Survivors efter kriget i Kosovo (1998–1999). Hon har även drivit fram krav på sjukvård och ekonomisk ersättning för våldtäktsoffer och andra civila som utsatts för tortyr under kriget. I sitt arbete har hon tagit fram en behandlingsmodell som innebär att flera olika discipliner samverkar. Dessa är psyko-socialt, medicinskt och juridiskt stöd vid ett och samma center. 
Feride Rushiti tilldelades 2018 International Women of Courage Award.